# Liste der Nummer-eins-Hits in Finnland (2011)
Dies ist eine Liste der Nummer-eins-Hits in Finnland im Jahr 2011. Sie basiert auf den offiziellen Single Top 20 und den Album Top 40, die im Auftrag von Musiikkituottajat, der finnischen Landesgruppe der IFPI, erstellt werden. Es gab in diesem Jahr 17 Nummer-eins-Singles und 26 Nummer-eins-Alben.

## Singles
| ← 2010 ← | Liste der Nummer-eins-Hits in Finnland | Liste der Nummer-eins-Hits in Finnland | Liste der Nummer-eins-Hits in Finnland | 2012 →                    |
| \| Zeitraum \| Wo. ges. \| Interpret \| Titel Autor(en) \| Zusätzliche Informationen \| \| (Zeitraum, Wochen auf Platz eins, Interpret, Titel, Autor[en], zusätzliche Informationen) \| \| \| \| \| \| ----------------------------------------------------------------------------------------- \| -------- \| --------------------------------- \| ------------------------------------------------------------------------------------------------------------------------------------------------------------------------------- \| ------------------------- \| \| 1. Januar 2011 – 21. Januar 2011 3 Wochen (insgesamt 11) \| 11 \| Jenni Vartiainen \| Missä muruseni on Jukka Petteri Immonen, Jenni Mari Vartiainen, Anna Maria Rahikainen \| – \| \| 22. Januar 2011 – 28. Januar 2011 1 Woche \| 1 \| Britney Spears \| Hold It Against Me Martin Karl Sandberg, Lukasz Gottwald, Bonnie Leigh McKee, Mathieu Jomphe-Lépine \| – \| \| 29. Januar 2011 – 18. Februar 2011 3 Wochen \| 3 \| Petri Nygård feat. Lord Est \| Selvä päivä Juha-Matti Penttinen, Ossi Riita, Petri Jukka Mikael Laurila \| – \| \| 19. Februar 2011 – 4. März 2011 2 Wochen \| 2 \| Lady Gaga \| Born This Way Fernando Garibay, Paul Edward Blair, Stefani Germanotta, Jeppe Breum Laursen \| – \| \| 5. März 2011 – 29. April 2011 8 Wochen (insgesamt 9) \| 9 \| Jennifer Lopez feat. Pitbull \| On the Floor Armando Christian Pérez, Nadir Khayat, Gonzalo Hermosa Gonzáles, Ulises Hermosa Gonzáles, Kinda Vivianne Hamid, Bilal Hajji, Achraf Jannusi, Geraldo Jacop Sandell \| – \| \| 30. April 2011 – 6. Mai 2011 1 Woche \| 1 \| Apulanta \| Vääryyttä Toni Juhana Wirtanen \| – \| \| 7. Mai 2011 – 13. Mai 2011 1 Woche (insgesamt 9) \| 9 \| Jennifer Lopez feat. Pitbull \| On the Floor Armando Christian Pérez, Nadir Khayat, Gonzalo Hermosa Gonzáles, Ulises Hermosa Gonzáles, Kinda Vivianne Hamid, Bilal Hajji, Achraf Jannusi, Geraldo Jacop Sandell \| – \| \| 14. Mai 2011 – 20. Mai 2011 1 Woche \| 1 \| Jare & VilleGalle \| Häissä Musik: Sakari Petteri Aalto, Jani Pekka Hermanni Peltola; Text: Siim Liivik, Jare Joakim Brand, Ville-Petteri Galle \| – \| \| 21. Mai 2011 – 8. Juli 2011 7 Wochen \| 7 \| Poju \| Poika (saunoo) Pasi Heinonen \| – \| \| 9. Juli 2011 – 22. Juli 2011 2 Wochen \| 2 \| Lord Est feat. Petri Nygård \| Reggaerekka Tuomo Hiironmäki, Juha-Matti Penttinen, Ossi Riita, Petri Jukka Mikael Laurila, Taneli Hiironmäki \| – \| \| 23. Juli 2011 – 2. September 2011 6 Wochen \| 6 \| Jukka Poika \| Silkkii Antti Lauronen, Pasi Viljanen, Jukka Rousu, Seppo Salmi, Tommi Tikkanen, Jori Hulkkonen, Kari Hulkkonen \| – \| \| 3. September 2011 – 9. September 2011 1 Woche (insgesamt 2) \| 2 \| Chisu \| Sabotage Christel Martina Sundberg \| – \| \| 10. September 2011 – 21. Oktober 2011 6 Wochen \| 6 \| Maroon 5 feat. Christina Aguilera \| Moves Like Jagger Benjamin Joseph Levin, Ammar Malik, Karl Johan Schuster, Adam Noah Levine \| – \| \| 22. Oktober 2011 – 28. Oktober 2011 1 Woche (insgesamt 2) \| 2 \| Chisu \| Sabotage Christel Martina Sundberg \| – \| \| 29. Oktober 2011 – 11. November 2011 2 Wochen (insgesamt 3) \| 3 \| Rihanna feat. Calvin Harris \| We Found Love Calvin Harris \| – \| \| 12. November 2011 – 18. November 2011 1 Woche \| 1 \| Apulanta \| Pihtiote Toni Juhana Wirtanen \| – \| \| 19. November 2011 – 16. Dezember 2011 4 Wochen \| 4 \| Nightwish \| Storytime Tuomas Lauri Johannes Holopainen \| – \| \| 17. Dezember 2011 – 23. Dezember 2011 1 Woche (insgesamt 3) \| 3 \| Rihanna feat. Calvin Harris \| We Found Love Calvin Harris \| – \| \| 24. Dezember 2011 – 30. Dezember 2011 1 Woche \| 1 \| Chisu \| Kohtalon oma Christel Martina Sundberg \| – \| \| 31. Dezember 2011 – 6. Januar 2012 1 Woche (insgesamt 2) \| 2 \| Adele \| Someone like You Adele Laurie Blue Adkins, Daniel D. Wilson \| – \| |                                        |                                        | |                           |
| ← 2010 |                                        |                                        | | → 2012 →                  |
| Zeitraum | Wo. ges.                               | Interpret                              | Titel Autor(en) | Zusätzliche Informationen |
| (Zeitraum, Wochen auf Platz eins, Interpret, Titel, Autor[en], zusätzliche Informationen) |                                        |                                        | |                           |
| 1. Januar 2011 – 21. Januar 2011 3 Wochen (insgesamt 11) | 11                                     | Jenni Vartiainen                       | Missä muruseni on Jukka Petteri Immonen, Jenni Mari Vartiainen, Anna Maria Rahikainen                                                                                           | –                         |
| 22. Januar 2011 – 28. Januar 2011 1 Woche | 1                                      | Britney Spears                         | Hold It Against Me Martin Karl Sandberg, Lukasz Gottwald, Bonnie Leigh McKee, Mathieu Jomphe-Lépine                                                                             | –                         |
| 29. Januar 2011 – 18. Februar 2011 3 Wochen | 3                                      | Petri Nygård feat. Lord Est            | Selvä päivä Juha-Matti Penttinen, Ossi Riita, Petri Jukka Mikael Laurila | –                         |
| 19. Februar 2011 – 4. März 2011 2 Wochen | 2                                      | Lady Gaga                              | Born This Way Fernando Garibay, Paul Edward Blair, Stefani Germanotta, Jeppe Breum Laursen                                                                                      | –                         |
| 5. März 2011 – 29. April 2011 8 Wochen (insgesamt 9) | 9                                      | Jennifer Lopez feat. Pitbull           | On the Floor Armando Christian Pérez, Nadir Khayat, Gonzalo Hermosa Gonzáles, Ulises Hermosa Gonzáles, Kinda Vivianne Hamid, Bilal Hajji, Achraf Jannusi, Geraldo Jacop Sandell | –                         |
| 30. April 2011 – 6. Mai 2011 1 Woche | 1                                      | Apulanta                               | Vääryyttä Toni Juhana Wirtanen | –                         |
| 7. Mai 2011 – 13. Mai 2011 1 Woche (insgesamt 9) | 9                                      | Jennifer Lopez feat. Pitbull           | On the Floor Armando Christian Pérez, Nadir Khayat, Gonzalo Hermosa Gonzáles, Ulises Hermosa Gonzáles, Kinda Vivianne Hamid, Bilal Hajji, Achraf Jannusi, Geraldo Jacop Sandell | –                         |
| 14. Mai 2011 – 20. Mai 2011 1 Woche | 1                                      | Jare & VilleGalle                      | Häissä Musik: Sakari Petteri Aalto, Jani Pekka Hermanni Peltola; Text: Siim Liivik, Jare Joakim Brand, Ville-Petteri Galle                                                      | –                         |
| 21. Mai 2011 – 8. Juli 2011 7 Wochen | 7                                      | Poju                                   | Poika (saunoo) Pasi Heinonen | –                         |
| 9. Juli 2011 – 22. Juli 2011 2 Wochen | 2                                      | Lord Est feat. Petri Nygård            | Reggaerekka Tuomo Hiironmäki, Juha-Matti Penttinen, Ossi Riita, Petri Jukka Mikael Laurila, Taneli Hiironmäki                                                                   | –                         |
| 23. Juli 2011 – 2. September 2011 6 Wochen | 6                                      | Jukka Poika                            | Silkkii Antti Lauronen, Pasi Viljanen, Jukka Rousu, Seppo Salmi, Tommi Tikkanen, Jori Hulkkonen, Kari Hulkkonen                                                                 | –                         |
| 3. September 2011 – 9. September 2011 1 Woche (insgesamt 2) | 2                                      | Chisu                                  | Sabotage Christel Martina Sundberg | –                         |
| 10. September 2011 – 21. Oktober 2011 6 Wochen | 6                                      | Maroon 5 feat. Christina Aguilera      | Moves Like Jagger Benjamin Joseph Levin, Ammar Malik, Karl Johan Schuster, Adam Noah Levine                                                                                     | –                         |
| 22. Oktober 2011 – 28. Oktober 2011 1 Woche (insgesamt 2) | 2                                      | Chisu                                  | Sabotage Christel Martina Sundberg | –                         |
| 29. Oktober 2011 – 11. November 2011 2 Wochen (insgesamt 3) | 3                                      | Rihanna feat. Calvin Harris            | We Found Love Calvin Harris | –                         |
| 12. November 2011 – 18. November 2011 1 Woche | 1                                      | Apulanta                               | Pihtiote Toni Juhana Wirtanen | –                         |
| 19. November 2011 – 16. Dezember 2011 4 Wochen | 4                                      | Nightwish                              | Storytime Tuomas Lauri Johannes Holopainen | –                         |
| 17. Dezember 2011 – 23. Dezember 2011 1 Woche (insgesamt 3) | 3                                      | Rihanna feat. Calvin Harris            | We Found Love Calvin Harris | –                         |
| 24. Dezember 2011 – 30. Dezember 2011 1 Woche | 1                                      | Chisu                                  | Kohtalon oma Christel Martina Sundberg | –                         |
| 31. Dezember 2011 – 6. Januar 2012 1 Woche (insgesamt 2) | 2                                      | Adele                                  | Someone like You Adele Laurie Blue Adkins, Daniel D. Wilson | –                         |

## Alben
| ← 2010 ← | Liste der Nummer-eins-Hits in Finnland | Liste der Nummer-eins-Hits in Finnland | Liste der Nummer-eins-Hits in Finnland       | 2012 →                    |
| \| Zeitraum \| Wo. ges. \| Interpret \| Titel \| Zusätzliche Informationen \| \| (Zeitraum, Wochen auf Platz eins, Interpret, Titel, zusätzliche Informationen) \| \| \| \| \| \| ------------------------------------------------------------------------------ \| -------- \| -------------------------- \| -------------------------------------------- \| ------------------------- \| \| 30. Oktober 2010 – 21. Januar 2011 12 Wochen (insgesamt 15) \| 15 \| Jenni Vartiainen \| Seili \| – \| \| 21. Januar 2011 – 28. Januar 2011 1 Woche \| 1 \| Stratovarius \| Elysium \| – \| \| 29. Januar 2011 – 4. Februar 2011 1 Woche (insgesamt 15) \| 15 \| Jenni Vartiainen \| Seili \| – \| \| 5. Februar 2011 – 25. Februar 2011 3 Wochen (insgesamt 4) \| 4 \| Kari Tapio \| Lauluja 1945 – 2010 \| – \| \| 26. Februar 2011 – 4. März 2011 1 Woche \| 1 \| Petri Nygård \| Kaikki tai ei mitään \| – \| \| 5. März 2011 – 11. März 2011 1 Woche (insgesamt 4) \| 4 \| Kari Tapio \| Lauluja 1945 – 2010 \| – \| \| 12. März 2011 – 18. März 2011 1 Woche \| 1 \| Kotiteollisuus \| Kotiteollisuus \| – \| \| 19. März 2011 – 25. März 2011 1 Woche \| 1 \| Children of Bodom \| Relentless Reckless Forever \| – \| \| 26. März 2011 – 1. April 2011 1 Woche \| 1 \| Michael Monroe \| Sensory Overdrive \| – \| \| 2. April 2011 – 8. April 2011 1 Woche \| 1 \| Von Hertzen Brothers \| Stars Aligned \| – \| \| 9. April 2011 – 15. April 2011 1 Woche \| 1 \| Anna Abreu \| Rush \| – \| \| 16. April 2011 – 6. Mai 2011 3 Wochen \| 3 \| Foo Fighters \| Wasting Light \| – \| \| 7. Mai 2011 – 13. Mai 2011 1 Woche (insgesamt 2) \| 2 \| Jare & VilleGalle \| Mustaa kultaa \| – \| \| 14. Mai 2011 – 20. Mai 2011 1 Woche \| 1 \| Scandinavian Music Group \| Manner \| – \| \| 21. Mai 2011 – 27. Mai 2011 1 Woche (insgesamt 2) \| 2 \| Jare & VilleGalle \| Mustaa kultaa \| – \| \| 28. Mai 2011 – 3. Juni 2011 1 Woche \| 1 \| Munamies \| Munamiehen maailma \| – \| \| 4. Juni 2011 – 10. Juni 2011 1 Woche \| 1 \| Amorphis \| The Beginning of Times \| – \| \| 11. Juni 2011 – 5. August 2011 8 Wochen \| 8 \| (Verschiedene Interpreten) \| Leijonat 2011 - Virallinen Leijonat-kokoelma \| – \| \| 6. August 2011 – 12. August 2011 1 Woche \| 1 \| Arttu Wiskari \| Arttu Wiskari \| – \| \| 13. August 2011 – 19. August 2011 1 Woche \| 1 \| (Verschiedene Interpreten) \| Intiaanikesä Vol. 3 \| – \| \| 20. August 2011 – 2. September 2011 2 Wochen (insgesamt 11) \| 11 \| Adele \| 21 \| – \| \| 3. September 2011 – 16. September 2011 2 Wochen \| 2 \| Red Hot Chili Peppers \| I’m with You \| – \| \| 17. September 2011 – 23. September 2011 1 Woche \| 1 \| Klamydia \| Loputon luokkaretki \| – \| \| 24. September 2011 – 30. September 2011 1 Woche \| 1 \| Dream Theater \| A Dramatic Turn of Events \| – \| \| 1. Oktober 2011 – 14. Oktober 2011 2 Wochen \| 2 \| Juha Tapio \| Hyvä voittaa \| – \| \| 15. Oktober 2011 – 4. November 2011 3 Wochen (insgesamt 5) \| 5 \| Chisu \| Kun valaistun \| – \| \| 5. November 2011 – 25. November 2011 3 Wochen \| 3 \| Topi Sorsakoski \| Tummansininen sävel \| – \| \| 26. November 2011 – 2. Dezember 2011 1 Woche (insgesamt 5) \| 5 \| Chisu \| Kun valaistun \| – \| \| 3. Dezember 2011 – 9. Dezember 2011 1 Woche \| 1 \| Eppu Normaali \| Mutala \| – \| \| 10. Dezember 2011 – 30. Dezember 2011 3 Wochen \| 3 \| Nightwish \| Imaginaerum \| – \| \| 31. Dezember 2011 – 6. Januar 2012 1 Woche (insgesamt 5) \| 5 \| Chisu \| Kun valaistun \| – \| |                                        |                                        |                                              |                           |
| ← 2010 |                                        |                                        |                                              | → 2012 →                  |
| Zeitraum | Wo. ges.                               | Interpret                              | Titel                                        | Zusätzliche Informationen |
| (Zeitraum, Wochen auf Platz eins, Interpret, Titel, zusätzliche Informationen) |                                        |                                        |                                              |                           |
| 30. Oktober 2010 – 21. Januar 2011 12 Wochen (insgesamt 15) | 15                                     | Jenni Vartiainen                       | Seili                                        | –                         |
| 21. Januar 2011 – 28. Januar 2011 1 Woche | 1                                      | Stratovarius                           | Elysium                                      | –                         |
| 29. Januar 2011 – 4. Februar 2011 1 Woche (insgesamt 15) | 15                                     | Jenni Vartiainen                       | Seili                                        | –                         |
| 5. Februar 2011 – 25. Februar 2011 3 Wochen (insgesamt 4) | 4                                      | Kari Tapio                             | Lauluja 1945 – 2010                          | –                         |
| 26. Februar 2011 – 4. März 2011 1 Woche | 1                                      | Petri Nygård                           | Kaikki tai ei mitään                         | –                         |
| 5. März 2011 – 11. März 2011 1 Woche (insgesamt 4) | 4                                      | Kari Tapio                             | Lauluja 1945 – 2010                          | –                         |
| 12. März 2011 – 18. März 2011 1 Woche | 1                                      | Kotiteollisuus                         | Kotiteollisuus                               | –                         |
| 19. März 2011 – 25. März 2011 1 Woche | 1                                      | Children of Bodom                      | Relentless Reckless Forever                  | –                         |
| 26. März 2011 – 1. April 2011 1 Woche | 1                                      | Michael Monroe                         | Sensory Overdrive                            | –                         |
| 2. April 2011 – 8. April 2011 1 Woche | 1                                      | Von Hertzen Brothers                   | Stars Aligned                                | –                         |
| 9. April 2011 – 15. April 2011 1 Woche | 1                                      | Anna Abreu                             | Rush                                         | –                         |
| 16. April 2011 – 6. Mai 2011 3 Wochen | 3                                      | Foo Fighters                           | Wasting Light                                | –                         |
| 7. Mai 2011 – 13. Mai 2011 1 Woche (insgesamt 2) | 2                                      | Jare & VilleGalle                      | Mustaa kultaa                                | –                         |
| 14. Mai 2011 – 20. Mai 2011 1 Woche | 1                                      | Scandinavian Music Group               | Manner                                       | –                         |
| 21. Mai 2011 – 27. Mai 2011 1 Woche (insgesamt 2) | 2                                      | Jare & VilleGalle                      | Mustaa kultaa                                | –                         |
| 28. Mai 2011 – 3. Juni 2011 1 Woche | 1                                      | Munamies                               | Munamiehen maailma                           | –                         |
| 4. Juni 2011 – 10. Juni 2011 1 Woche | 1                                      | Amorphis                               | The Beginning of Times                       | –                         |
| 11. Juni 2011 – 5. August 2011 8 Wochen | 8                                      | (Verschiedene Interpreten)             | Leijonat 2011 - Virallinen Leijonat-kokoelma | –                         |
| 6. August 2011 – 12. August 2011 1 Woche | 1                                      | Arttu Wiskari                          | Arttu Wiskari                                | –                         |
| 13. August 2011 – 19. August 2011 1 Woche | 1                                      | (Verschiedene Interpreten)             | Intiaanikesä Vol. 3                          | –                         |
| 20. August 2011 – 2. September 2011 2 Wochen (insgesamt 11) | 11                                     | Adele                                  | 21                                           | –                         |
| 3. September 2011 – 16. September 2011 2 Wochen | 2                                      | Red Hot Chili Peppers                  | I’m with You                                 | –                         |
| 17. September 2011 – 23. September 2011 1 Woche | 1                                      | Klamydia                               | Loputon luokkaretki                          | –                         |
| 24. September 2011 – 30. September 2011 1 Woche | 1                                      | Dream Theater                          | A Dramatic Turn of Events                    | –                         |
| 1. Oktober 2011 – 14. Oktober 2011 2 Wochen | 2                                      | Juha Tapio                             | Hyvä voittaa                                 | –                         |
| 15. Oktober 2011 – 4. November 2011 3 Wochen (insgesamt 5) | 5                                      | Chisu                                  | Kun valaistun                                | –                         |
| 5. November 2011 – 25. November 2011 3 Wochen | 3                                      | Topi Sorsakoski                        | Tummansininen sävel                          | –                         |
| 26. November 2011 – 2. Dezember 2011 1 Woche (insgesamt 5) | 5                                      | Chisu                                  | Kun valaistun                                | –                         |
| 3. Dezember 2011 – 9. Dezember 2011 1 Woche | 1                                      | Eppu Normaali                          | Mutala                                       | –                         |
| 10. Dezember 2011 – 30. Dezember 2011 3 Wochen | 3                                      | Nightwish                              | Imaginaerum                                  | –                         |
| 31. Dezember 2011 – 6. Januar 2012 1 Woche (insgesamt 5) | 5                                      | Chisu                                  | Kun valaistun                                | –                         |